# Maulburg
Maulburg è un comune tedesco di 4 086 abitanti, situato nel land del Baden-Württemberg.